# Stora Nygårdstjärnen
Stora Nygårdstjärnen är en sjö i Hällefors kommun i Västmanland och ingår i Göta älvs huvudavrinningsområde. Sjön är 16 meter djup, har en yta på 0,024 kvadratkilometer och befinner sig 203 meter över havet.